# 알버트 에센모저

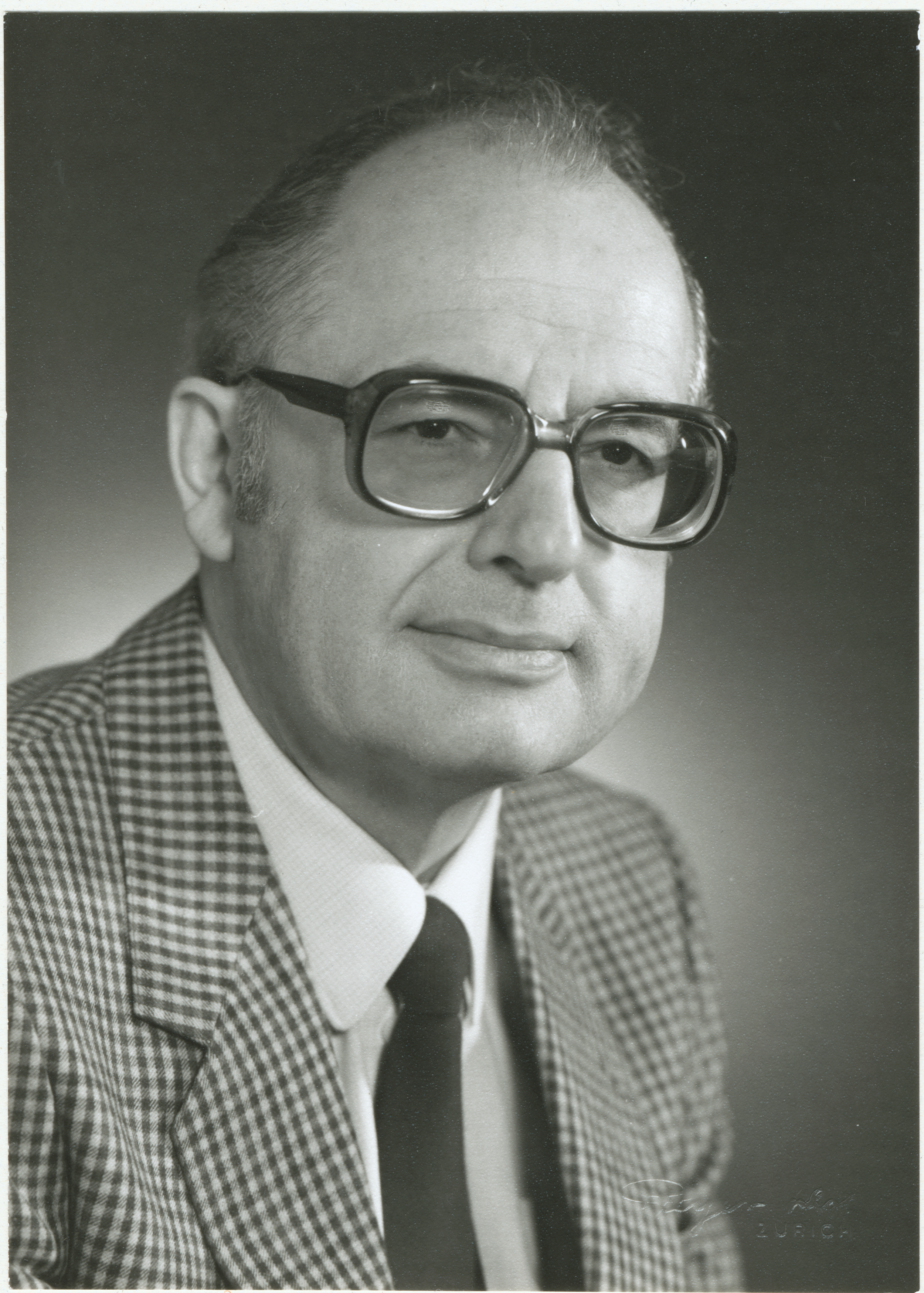

알버트 에센모저(Albert Eschenmoser, 본명: Albert Jakob Eschenmoser, 1925년 8월 5일 – 2023년 7월 14일)는 스위스의 유기 화학자였으며, 복잡한 헤테로고리 천연 화합물, 특히 비타민 B12의 합성에 관한 연구로 가장 잘 알려져 있다. 에센모저는 유기 합성 분야에 대한 중요한 공헌 외에도 인공 핵산의 합성 경로에 대한 연구를 통해 생명의 기원(OoL) 분야 작업을 개척했다. 2009년 은퇴하기 전까지 에센모저는 취리히 연방 공과대학교와 스카그스 화학생물학 연구소(Skaggs Institute for Chemical Biology), 캘리포니아주 라호야에 있는 스크립스 연구소(The Scripps Research Institute)에서 종신 교수직을 역임했으며 시카고 대학교, 케임브리지 대학교, 하버드 대학교에서 객원교수직을 역임했다.